# Kościół św. Elżbiety w Jutrosinie
Kościół Świętej Elżbiety w Jutrosinie – rzymskokatolicki kościół parafialny w Jutrosinie. Należy do dekanatu jutrosińskiego. Mieści się przy ulicy Kościuszki.

## Historia i architektura
Świątynia została wybudowana w stylu neoromańskim według projektu Tomasza Pajzderskiego w latach 1900–1902 (budowniczym był Nikodem Pospieszalski ze Środy Wielkopolskiej), konsekrowana w 1908. Obiekt wzorowany na katedrze w Spirze. Fundatorem i kolatorem świątyni był książę Zdzisław Czartoryski ze Starego Sielca, który na początku XX wieku był znanym wielkopolskim działaczem politycznym oraz wielkim entuzjastą i kolekcjonerem dzieł artystycznych. Dlatego w świątyni znajduje się wiele cennych i wartościowych dzieł wykonanych przez znanych polskich artystów z początku ubiegłego stulecia. Wezwanie upamiętnia matkę fundatora - Elżbietę z Działyńskich Czartoryską. Pergaminowy akt erekcyjny sporządził Jan Mycielski.
Kościół to orientowana, trójnawowa bazylika z transeptem. Zamknięty jest absydą oflankowaną wieżami. Dzwonnica ma 45 metrów wysokości.

## Wyposażenie

### Malarstwo
Wewnętrzne ściany budowli posiadają polichromię namalowaną w latach 1906–1908 przez Antoniego Procajłowicza. Wnętrze utrzymane w kolorach ciemnej ultramaryny, zieleni, fioletu i złota, sklepienia są ozdobione wizerunkami gwiazd na niebie. Witraże w prezbiterium (siedem sztuk, m.in. Agnus Dei, Cud św. Elżbiety i Kościół) zaprojektował Józef Mehoffer. Nad bocznym wejściem, w południowym ramieniu transeptu obraz Święty Izydor Oracz autorstwa bądź Juliana Fałata, bądź Michała Gorstkin-Wywiórskiego. W tym dziele artysta sportretował miejscowego chłopa – Pawlaka (jako św. Izydora) i umieścił panoramę Jutrosina. W północnym ramieniu transeptu obraz Męczeństwo św. Wojciecha autorstwa Zdzisława Pabisiaka (1972). Zdzisław Pabisiak odnowił również w latach 1970–1972 polichromię.

### Rzeźba
Ołtarz główny wykonany z piaskowca. W pobliżu epitafium fundatora świątyni – ks. Zdzisława Czartoryskiego. Wykonał je w Rzymie w 1912 Antoni Madeyski (marmur karraryjski). Ołtarze boczne ufundował Aleksander Zalejski.

### Dzwony i organy
Jeden z dzwonów miał imię Sancta Tita, na pamiątkę dziadka fundatora - Tytusa Działyńskiego. W 1917 dzwony zarekwirowano na potrzeby wojenne, a w 1927 ufundowano dwa nowe z bialskiej firmy Karol Schwabe (przy współudziale finansowym księcia Olgierda Czartoryskiego). Wszystkie zabrali Niemcy w 1941. Obecny pochodzi prawdopodobnie z kościoła poewangelickiego.
Organy pochodzą z 1921 z firmy Spiegel z Rychtalu (22 głosy).

### Tablice
W kruchcie umieszczono tablicę upamiętniającą 100-lecie konsekracji świątyni (2008). Zawiera cytat z Psalmu 100: Wstępujcie w Jego bramy z dziękczynieniem. Na zewnątrz stoi krzyż z tablicą upamiętniającą Misje Jubileuszowe, które odbyły się w dniach 8-16 listopada 2008 (księża Filipini ze Świętej Góry pod Gostyniem).

## Galeria (wnętrza)

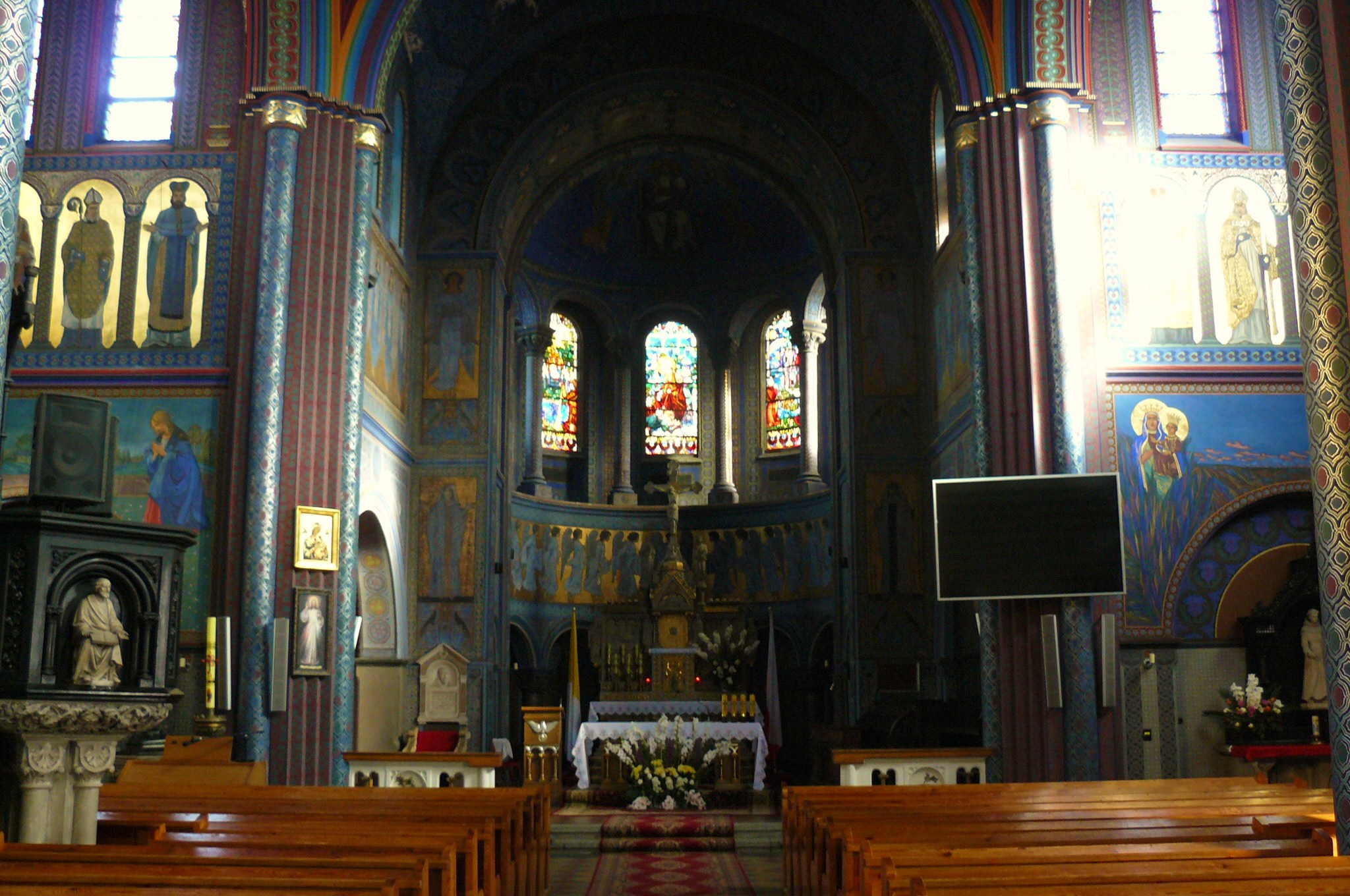
Prezbiterium i ołtarz
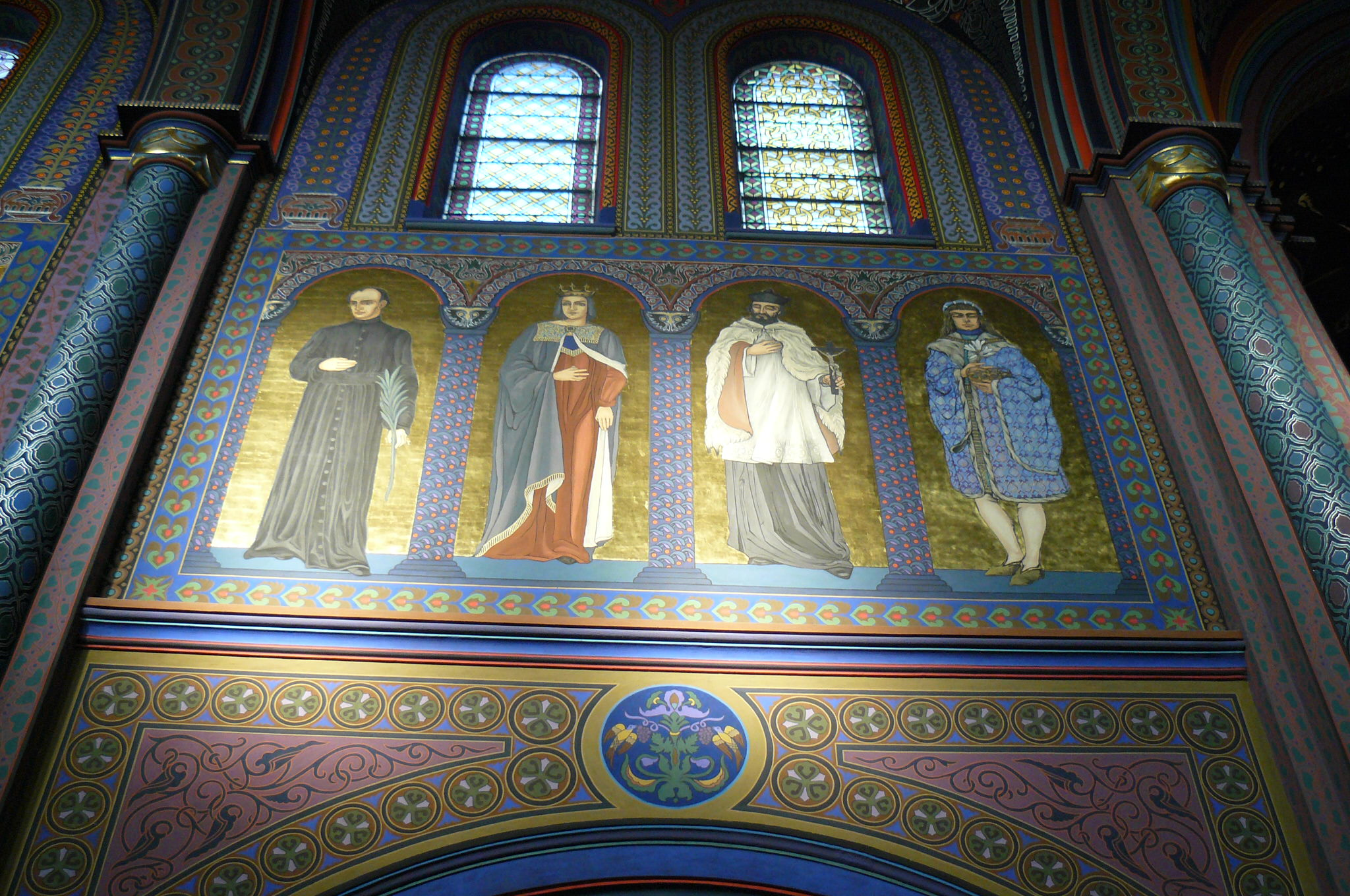
Fragment polichromii Antoniego Procajłowicza
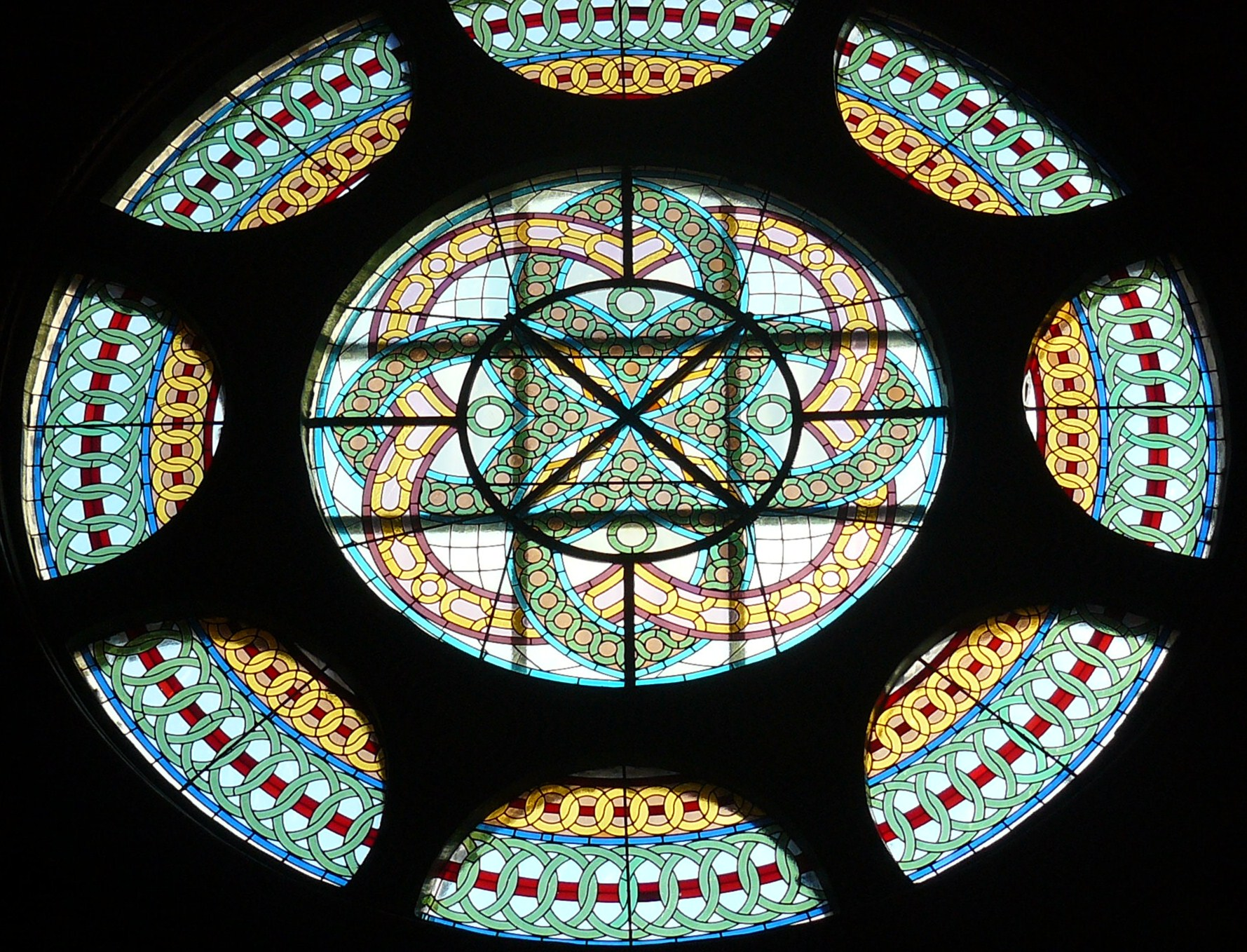
Witraż Józefa Mehoffera
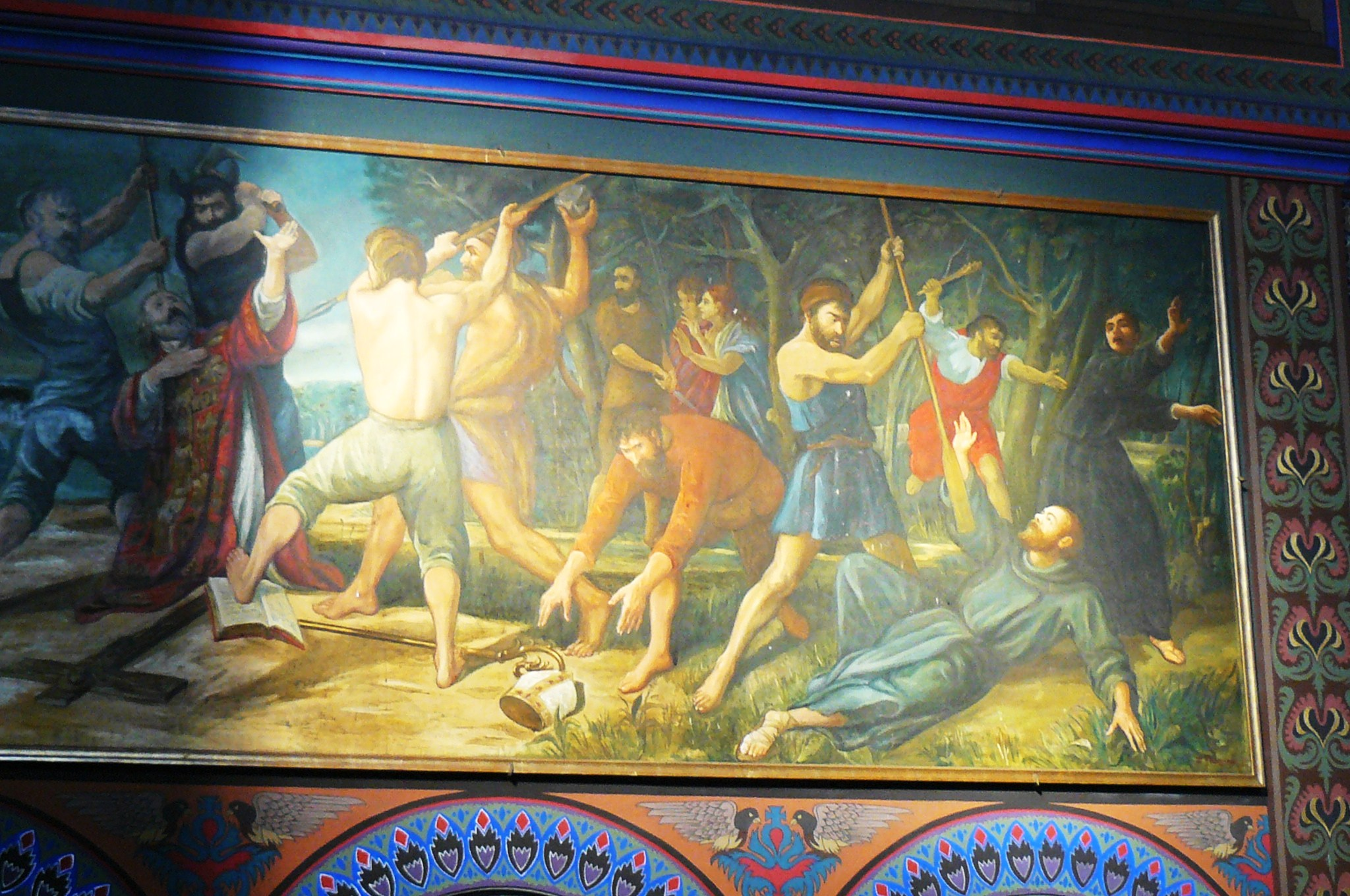
Męczeństwo Świętego Wojciecha autorstwa Zdzisława Pabisiaka